# دهستان کویر (خلیل‌آباد)
دهستان کویر دهستانی از توابع بخش شش‌طراز شهرستان خلیل‌آباد در استان خراسان رضوی ایران است و براساس سرشماری سال ۱۳۹۵ جمعیت آن ۶٬۳۵۹ نفر (۲٬۰۵۹ خانوار) بوده است.

## روستاها
- علی‌آباد شور
- جعفرآباد
- کاهه
- مهدی‌آباد
- قهندیز
- سعدالدین
- شوراب
- سنبل